# Municipio de Freedom (Míchigan)
El municipio de Freedom (en inglés: Freedom Township) es un municipio ubicado en el condado de Washtenaw en el estado estadounidense de Míchigan. En el año 2010 tenía una población de 1428 habitantes y una densidad poblacional de 15,38 personas por km².

## Geografía
El municipio de Freedom se encuentra ubicado en las coordenadas 42°12′45″N 83°57′50″O / 42.21250, -83.96389. Según la Oficina del Censo de los Estados Unidos, el municipio tiene una superficie total de 92.84 km², de la cual 91,85 km² corresponden a tierra firme y (1,07 %) 0,99 km² es agua.

## Demografía
Según el censo de 2010, había 1428 personas residiendo en el municipio de Freedom. La densidad de población era de 15,38 hab./km². De los 1428 habitantes, el municipio de Freedom estaba compuesto por el 97,76 % blancos, el 0,28 % eran afroamericanos, el 0,07 % eran amerindios, el 0,42 % eran asiáticos, el 0,14 % eran de otras razas y el 1,33 % eran de una mezcla de razas. Del total de la población el 1,54 % eran hispanos o latinos de cualquier raza.